# Jochenstein
Der Jochenstein ist eine kleine Felseninsel auf deutschem Staatsgebiet nahe der deutsch-österreichischen Grenze und ragt etwa neun Meter hoch aus der Donau empor. Der Felsen liegt im Oberlauf der Donau bei Flusskilometer 2202,72 sowie 78 Meter vom linken (nördlichen) und 187 Meter vom rechten Flussufer entfernt. Er ist ein Teil des Pfahls, eines Quarzfelsenzugs im Bayerischen Wald, der sich entlang des Donaurandbruchs durch Niederbayern zieht, und wie das linke (nördliche) Donauufer sowie der Fluss links des Talwegs, Teil der Gemarkung Gottsdorf der Gemeinde Untergriesbach.
Der Jochenstein gibt dem Ort Jochenstein, einem Ortsteil (Dorf) der Gemeinde Untergriesbach, dem Kraftwerk Jochenstein, einem schwimmenden Ponton-Kran sowie den Ruinen Altjochenstein und Neujochenstein den Namen. Außerdem bildet er in der Hydrographie Österreichs den zentralen Grenzpunkt der beiden Planungsräume Donau bis und unterhalb Jochenstein. Rechts bzw. südlich davon auf dem gegenüberliegenden Donauufer liegt die oberösterreichische Gemeinde Engelhartszell mit ihrer Katastralgemeinde Stadl.

## Namensherkunft
Der Name Jochenstein geht vermutlich auf den heidnischen Brauch der Johannesminne zurück, die zur Winter- und Sommersonnenwende als Trankopfer abgehalten wurde. Im Zuge der Christianisierung wurde daraus der Johannessegen (Johannes der Täufer), wobei es bis ins 20.  Jahrhundert üblich war, neue Schiffsleute am Jochenstein zu taufen. Heute stehen ein aus dem 18. Jahrhundert stammender Bildstock und eine gleichaltrige Steinfigur des heiligen Johannes Nepomuk auf dem Felsen, der der Patron der Schiffsleute ist.
Mehrere Legenden ranken sich um den Jochenstein. So zum Beispiel die Geschichte, der Teufel habe durch eine große Mauer in der Donau den Marktflecken Engelhartszell überfluten wollen und im Fluss einen Teufelsstein fallen gelassen; oder die Geschichte der Nixe Isa, die unter dem Jochenstein wohnt und mit ihrem Gesang die Schiffsleute anlockt und betört.

## Bedeutung als Grenzmarke
Die Grenze zwischen dem heutigen Bayern und dem oberösterreichischen Mühlviertel vom Jochenstein nordwärts wurde 1765 durch einen Staatsvertrag zwischen dem Hochstift Passau und dem Erzherzogtum Österreich festgelegt.
Die so genannte nasse Grenze zwischen Bayern und (Ober-)Österreich, die an der Mündung des Dandlbachs etwa 940 Meter unterhalb des Jochensteins endet, beginnt gut 20 Kilometer flussaufwärts beim Kräutelstein und folgt dem Talweg der Donau.
Die Staatsgrenze zu Österreich verlief ehedem am rechten Donauufer.
Die heutige Grenze wurde durch den bayerisch-österreichischen Grenz-Vertrag vom 2. Dezember 1851 festgelegt, der den Grenzverlauf in der Donau zwischen Kräutelstein (Kreitelstein) und  Dandlbach auf den »Hauptthalweg« festlegt. Im selben Vertrag wurde auch eine Grenzbegradigung im Bereich des Kräuter(graben)bachs vereinbart.

## Donau bis und unterhalb Jochenstein
Die österreichische Geowissenschaft trennt an diesem Felsen die beiden großen hydrographischen Planungsräume Donau unterhalb Jochenstein (DUJ), das den gesamten Einzugsbereich der Donau selbst umfasst, und Donau bis Jochenstein (DBJ), womit die Flusseinzugsgebiete des Inns in Oberösterreich und Tirol und der Salzach zusammengefasst sind.
Vom Jochenstein zieht sich die Wasserscheide durch Sauwald und das Inn- und Hausruckviertler Hügelland (wo sie etwa die Grenze von Innviertel und Hausruckviertel markiert) südwärts zum Hausruck und Kobernaußerwald, dann (nur grob die oberösterreichisch-salzburgischen Landesgrenze begleitend) durch die Salzkammergutberge (Kolomannsberg, Drachenwand, Hoher Zinken) zum Pass Gschütt, und über den Gosaukamm auf den Hohen Dachstein, dann umfasst sie den Ennspongau Salzburgs über Roßbrand, Hochgründeck und Wagrainer Höhe, und findet am Faulkogel in den Radstädter Tauern ihr Ende, wo sie auf die Wasserscheide zum Planungsraum Mur (MUR) trifft.
Wenig entfernt über das Murtörl läuft die Wasserscheide zum Weinschnabel (Ankogelgruppe ⊙) am Alpenhauptkamm, zum Planungsgebiet Drau.
Die Mur mündet (als Mura) in die Drau (Drava), und jene ebenfalls in die Donau/Schwarzes Meer (aber weit außerhalb Österreichs), die beiden anderen großen Einzugsgebiete, zu Rhein/Atlantik (RHI) und Elbe/Ostsee (ELB) bleiben in Österreich klein.
Jochenstein ist der zentrale Messpunkt, weil der Pegel Achleiten bei Passau, der die Donau beim Eintritt nach Österreich gemessen hat, seit 1955 im Einflussbereich des Stausees Jochenstein liegt, also nur Hochwässer zeigt.